# Войцехович Іван
Войцехович Іван (1801—1825) — український і російський філолог, письменник, лексикограф.

## Біографія
Навчався на відділенні словесності Московського університету.
Помер в Україні в молодому віці.

## Наукова діяльність
Автор кількох наукових досліджень, зокрема: «Опыт начертания общей теории изящных искусств (Из лекций Каченовского)» (М., 1823). Склав «Собраніе словъ Малороссійскаго нарѣчія» (опубліковано у книзі «Сочиненія въ прозѣ й стихахъ. Труды Общества любителей российской словесности при Московском университетѣ», ч. 3. М., 1823). Це перший українсько-російський словник нової доби обсягом майже 1 200 слів. Він відіграв важливу роль у дальшому розвитку українського словникарства.